# 陈晓 (企业家)
陈晓（1959年—），曾任国美电器董事局主席兼总裁、現任沪商集团董事局主席兼总裁。
陈晓1959年出生于上海南汇。10岁时，父亲去世。
1985年，陈晓进入了工业局的三产办工作并开始从事家用电器销售。1990年，陈晓到当时的南汇县商业局经营家电。上任后，陈晓将原“南汇县家电批发站”更名为“永乐家电批发总公司”并担任公司的常务副总经理。1996年，原永乐电器倒闭。陈晓和同事一起买下永乐电器的品牌并创办上海永乐家用电器有限公司，任董事长。2007年1月，国美电器与永乐电器合并，陈晓任国美电器总裁。